# PGC 34704
LEDA/PGC 34704 ist eine Spiralgalaxie vom Hubble-Typ Sm im Sternbild Großer Bär am Nordsternhimmel, die schätzungsweise 90 Millionen Lichtjahre von der Milchstraße entfernt ist. Gemeinsam mit drei weiteren Galaxien ist sie Mitglied der NGC 3613-Gruppe (LGG 232).
Im selben Himmelsareal befinden sich u. a. die Galaxien NGC 3613, NGC 3619, NGC 3625.